# Stadmania
Stadmania o Stadmannia es un género de plantas de la familia Sapindaceae. Contiene 21 especies

## Especies seleccionadas
- Stadmannia acuminata
- Stadmannia australis
- Stadmannia bahiensis
- Stadmannia bijuga
- Stadmannia dentata
- Stadmannia depressa
- Stadmannia diversifolia
- Stadmannia excelsa
- Stadmannia frazeri
- Stadmania oppositifolia Lam. - palo de hierro de La Reunión[1]

## Sinónimos
- Stadmannia, Pseudolitchi